# Isnello
Isnello (Isineḍḍu in siciliano) è un comune italiano di 1 346 abitanti della città metropolitana di Palermo in Sicilia.

## Geografia fisica

### Territorio
Il territorio di Isnello ha una superficie di 50,18 km², e si estende da 420 m s.l.m. a 1600 m. Confina con i comuni di: Cefalù, Gratteri, Collesano, 
Scillato, Polizzi Generosa, Petralia Sottana, Castelbuono. Il Comune fa parte del Parco delle Madonie.
Il corso d'acqua, denominato Isnello, che discende dalle Madonie, lambisce il paese a nord, per incunearsi in un suggestivo stretto canyon formato 
tra l'altura del castello e la ripida parete della Montagna Grotta Grande.

### Le grotte
Nel territorio, buona parte del quale caratterizzato da carsismo, sono presenti diverse cavità disseminate tra il pizzo Dipilo e pizzo Carbonara. 
Nel cozzo Balatelle esiste la Grotta "Abisso del Vento", che si sviluppa in profondità e in buona parte ancora inesplorata, presenta stalattitti 
e stalagmiti in grandi quantità.

## Origini del nome
Molto si è discusso nel tempo sull'etimologia del nome del paese e, pur non essendo giunti ad un definitivo pronunciamento in merito, è certo però che il nome derivi dalle caratteristiche del corso d'acqua che ne attraversa tutto il territorio. Ipotetiche voci da cui ha avuto origine sono il termine aramaico hassin che significa fiume freddo, il punico hassinor che indica un torrente che scorre in un alveo a forma di tubo, il greco asines che indica l'innocuità del torrente.
Non si ha molto sulla storia e l'evoluzione dell'insediamento in epoca romana e nei primi secoli dell'era cristiana.

## Storia

### Medioevo
Sconfitti gli Arabi, il conte Ruggero fondò il nuovo borgo di Isnello, e venne aggregato alla diocesi di Messina rimanendo però sotto diretto dominio di Ruggero stesso. 
Ruggero II, primo Re di Sicilia, avendo fondato nel 1131 la Basilica Cattedrale di Cefalù, con l'assenso dell'Arcivescovo di Messina, incluse 
Isnello nella nuova diocesi, mantenendone diretta giurisdizione. 
Il dominio su Isnello e sulla vicina Gratteri fu concesso, in seguito, solo temporaneamente, dall'Imperatore Federico II all'Arcivescovo di Palermo 
il quale, morto Federico, chiese al successore, il figlio Manfredi, di concedere perpetuamente il governo delle due baronie alla Chiesa Palermitana; 
Manfredi acconsentì. Non è nota però la ragione per cui la Chiesa di Palermo abbia perduto la giurisdizione sui due centri.
Nel 1296 divenne barone di Isnello il milite Niccolò Abbate. Questi nel settembre 1377 vendette la baronia di Isnello a Francesco II Ventimiglia e 
Consolo, conte di Geraci. Il suo successore Antonio Ventimiglia, per il delitto di tradimento, perdette i diritti sulle terre che caddero nelle mani 
del Regio fisco. 
Il 1º febbraio 1397, re Martino concesse la baronia di Isnello ad Abbo Filangeri, Alcaide di Cefalù che però la cedette per la Contea di San Marco.
Il 27 novembre 1398, la baronia Isnellese passò ad Arnaldo Santacolomba, nobile catalano; a lui successe il figlio illegittimo Arnaldo Guglielmo e 
poi in successione: Antonio (1454), Arnaldo II (1478), Antonio II (1506). Ad Antonio II successe il figlio Simone che nel 1547 vendette alla casa 
La Farina i feudi di Madonia, Chiusa, Culìa, Piano Zucchi, in favore della moglie Eleonora Agnello di Francavilla (divenuta poi Signora di Isnello 
nel 1576). Pietro Santa Colomba, per la cessione della madre, nel 1586 ereditò la baronia.
Alla sua morte gli succedette il figlio Arnaldo III che, nel 1625, chiese al Re di Sicilia Filippo IV di innalzare la baronia di Isnello a contea. 
Il privilegio venne concesso il 15 febbraio 1625 a Madrid. 
Nel 1634 s'investì della carica signorile Pietro Santa Colomba, figlio di Arnaldo III, che in parte riuscì ad integrare ai territori della contea 
i feudi della vecchia baronia venduti da Simone Santa Colomba.
Durante la signoria di Ignazio, succeduto al padre Pietro nel 1666, accadde uno di quegli eventi più disastrosi della storiografia siciliana: 
il terremoto che ha avuto luogo l'11 gennaio 1693. Tutta la Sicilia subì distruzioni e morti, ma la cittadina di Isnello non fu soggetta che 
alla caduta di vecchi edifici. 
Erede di Ignazio fu il figlio Pietro II che nel 1700 morì senza successori; a lui seguì quindi il cugino Gaspare che, morendo anch'egli senza 
discendenti, fu l'ultimo conte di Isnello della casa Santa Colomba. 
Seguirono aspre contese alla fine delle quali la contea di Isnello fu affidata a Donna Giuseppa di Valguarnera, erede dei Santa Colomba di linea 
femminile. 
Alla sua morte si susseguirono nel governo della contea suo figlio Antonio Termini (1761), Domenico Termini, Castrense Termini e Migliaccio, 
principe di Baucina, Antonio suo figlio e Domenico suo fratello.

### XVIII secolo
Con atto del 14 aprile 1788 presso il notaio Sebastiano Rustici, i cittadini Isnellesi, stanchi di sopportare il dominio esercitato dai conti 
in base al beneficio del “Merum et Mixtum imperium”, ossia la facoltà di emanare leggi, concesso nel 1453 ad Arnaldo Guglielmo Santa Colomba, 
ricomprarono i territori della contea. Sciogliendosi definitivamente dal vincolo dell'autorità baronale.

### Stemma comunale
Scudo su fondo rosso sormontato da corona a tre torri e diviso in quattro fasce; la prima, dall'alto, raffigurante un'aquila con corona a 
cinque punte, successiva fascia azzurra con due stelle dorate a sei punte, fascia dorata e fascia azzurra con una stella dorata a sei punte
Descrizione araldica:
Scudo a campo diviso: nel 1° d'oro con in capo l'aquila volante d'argento coronata del medesimo; nel 2° d'azzurro con una fascia di oro, accompagnata da tré stelle a sei punte del medesimo, poste due al capo, e una in punta. Corona muraria di città d'oro.
Il secondo campo riporta l'arma della nobile famiglia Termini, che ereditò la contea di Isnello da donna Giuseppa Valguarnera, ultima discendente diretta dei Santacolomba.

## Monumenti e luoghi d'interesse

### Architetture religiose

#### Chiesa madre di San Nicolò
La Chiesa madre dedicata al patrono san Nicola di Bari vescovo di Mira, di antica fondazione, appare agli occhi del visitatore nell'assetto datole tra la fine del XVI e gli inizi del XVII secolo.
L'abside è decorato con stucchi datati 1607, opera di Giuseppe Li Volsi da Nicosia.
Pregevole l'organo meccanico il cui mobile data 1625, per la committenza di Giuseppe Coccia, locale mecenate cui si deve anche la committenza della decorazione della cappella dell'Addolorata, cappella patronale della sua famiglia, della cappella del SS. Sacramento, la macchina lignea dell'altare maggiore della chiesa di San Michele Arcangelo e diverse opere nel Santuario di Gibilmanna.
Interessanti inoltre il cinquecentesco tabernacolo marmoreo (1484-1495), il coro ligneo del 1601 opera di Giuseppe Di Maggio e Giacomo Mangio, la statua lignea del Patrono San Nicolò, datata 1689 (riconducibile a Giovanni Pietro Ragona), il crocifisso ligneo di Giuseppe Li Volsi del 1619.

#### Chiesa di Santa Maria Maggiore
La Chiesa di Santa Maria Maggiore che domina l'abitato, nel suo prospetto, risulta interessante per la guglia del campanile ricoperta da maioliche colorate. All'interno custodisce pregevoli tele secentesche, una quattrocentesca croce pensile bifrontale, il crocifisso ligneo del 1635, vicino allo stile artistico di fra' Innocenzo da Petralia.

#### Chiesa di San Michele Arcangelo
Conserva una serie di affreschi collocabili tra il XIV e il primo XV secolo, l'organo, il pulpito e il tabernacolo lignei, opere dello scultore polizzano Pietro Bencivinni su committenza del sacerdote Giuseppe Piraino, la cinquecentesca statua di San Michele, la tela dei Santi Diecimila Martiri del palermitano Martino Russitto, il pregevolissimo crocifisso ligneo del 1627 e la decorazione a stucco dei fratelli Messina e di Gaspare L'Abbate (XVII secolo).

#### Chiesa della SS. Annunziata
Chiesa della Santissima Annunziata, con stucchi degli isnellesi fratelli Messina e di Gaspare L'Abbate (XVII secolo), la tela della Natività di Giuseppe Salerno (1620), il tabernacolo marmoreo della Santa Croce e l'Annunciazione marmorea di scuola gaginiana.

#### Chiesa di Maria SS. del Rosario
Costruita sul Piano della Porta, probabilmente trasformando l'antica chiesa di Sant'Elia, la chiesa del Rosario con la quattrocentesca pala d'altare attribuita al fiammingo Simone de Wobreck. Già chiesa del convento dei Domenicani (fondato nel 1475), quando il convento fu adibito a palazzo dei Signori di Isnello nel tardo XVI secolo, la chiesa ne divenne la cappella palatina, e la cappella di San Giuseppe, in cui era custodito un trittico, ora perduto, fu adibita a mausoleo.

#### Altre chiese
- Chiesa della BV del Carmelo
- Chiesa di San Francesco, con il Collegio di Maria
- Chiesa di S. Maria di Gesù
- Chiesa di S. Lucia
- Chiesa di S. Maria del Soccorso, 1616 (attorno a cui è stato costruito il Cimitero)
- Chiesa Parrocchiale di San Paolo apostolo (in località Piano Zucchi)

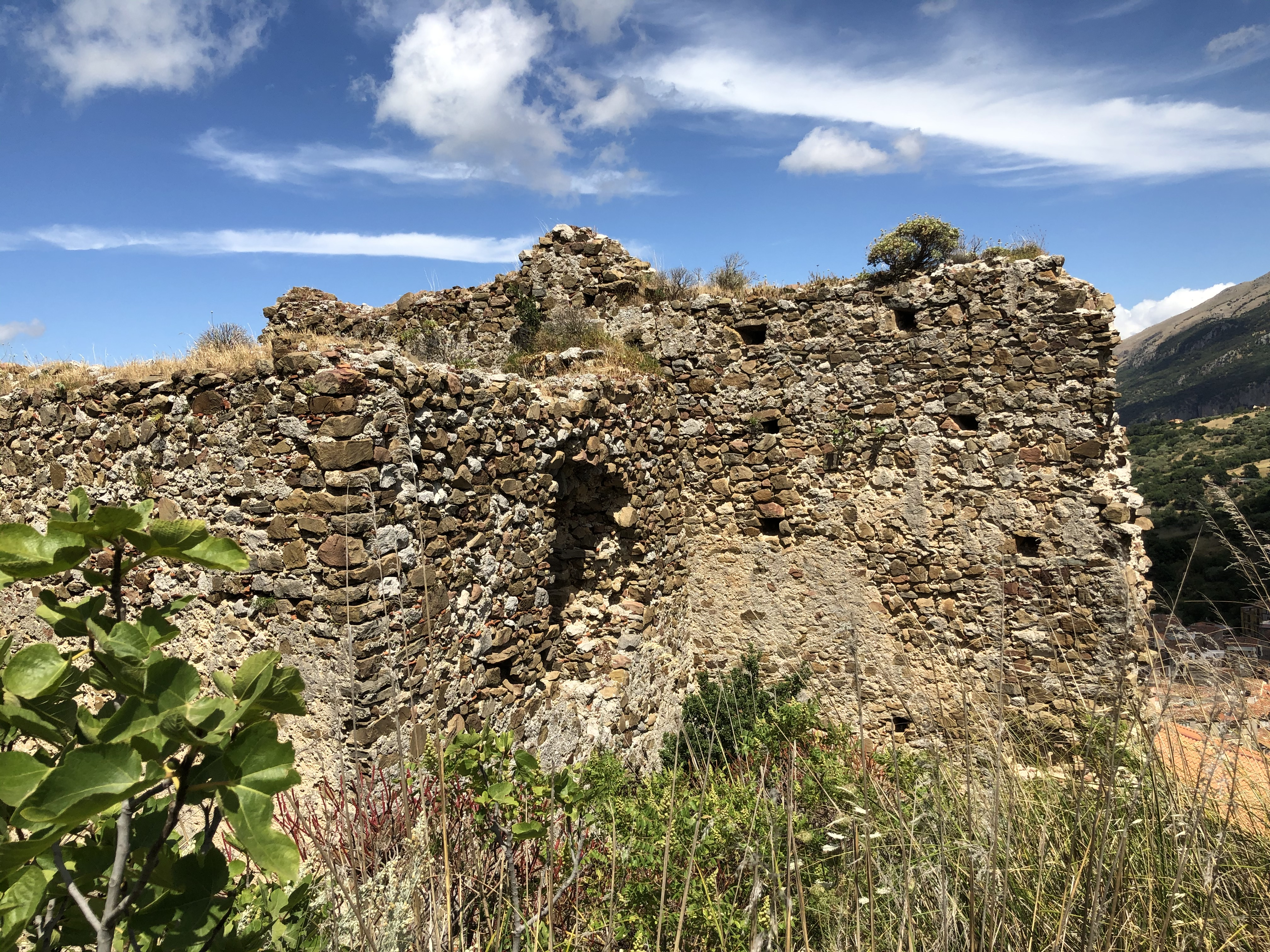
I ruderi del castello

### Architetture militari
Sono presenti ruderi del castello normanno, posizionato sopra un costone che sovrasta l'abitato Oggi di proprietà della famiglia Virga.

### Altro
- Monumento ai Caduti (Luciano Condorelli, 1921)
- Madre Madonita (opera in bronzo dello scultore Pietro Giambelluca, 1987)

### Aree naturali
Suggestive sono le aree naturali boschive costituite da lecci, roverelle e sugheri comprese all'interno del Parco delle Madonie, in cui territorio di 
Isnello vi ricade per circa il 90%. Di particolare pregio sono diversi esemplari monumentali di lecci e roverelle.

### Parco Astronomico delle Madonie
Le particolari condizioni esistenti in alcune parti del territorio, quale assenza totale di fonti luminose notturne, consentono una vista limpida 
del cielo notturno in diversi giorni dell'anno.
Negli anni novanta nasce l'idea di realizzare un Osservatorio Astronomico in località Piano Battaglia. L'idea è raccolta e portata avanti negli ultimi anni dall'amministrazione comunale di Isnello, che riesce ad ottenere un sostanzioso finanziamento per la realizzazione dell'Osservatorio in località monte Mùfara. Si prevedeva anche la realizzazione di un Planetario.
Il progetto infatti è stato finanziato nel 2009 dal CIPE, e si è concretizzato nel 2016 con l'inaugurazione del Centro per la Ricerca e la Didattica e Divulgazione delle Scienze Astronomiche, al quale è stato dato il nome GAL Hassin, un gioco di parole tra galassia e l'antica denominazione del territorio.

## Clima
| Isnello             | Mesi | Mesi | Mesi | Mesi | Mesi | Mesi | Mesi | Mesi | Mesi | Mesi | Mesi | Mesi | Stagioni | Stagioni | Stagioni | Stagioni | Anno |
| Isnello             | Gen  | Feb  | Mar  | Apr  | Mag  | Giu  | Lug  | Ago  | Set  | Ott  | Nov  | Dic  | Inv      | Pri      | Est      | Aut      | Anno |
| ------------------- | ---- | ---- | ---- | ---- | ---- | ---- | ---- | ---- | ---- | ---- | ---- | ---- | -------- | -------- | -------- | -------- | ---- |
| T. max. media (°C)  | 10,1 | 10,6 | 12,2 | 15,0 | 20,0 | 24,4 | 27,6 | 27,7 | 24,3 | 19,3 | 15,1 | 11,6 | 10,8     | 15,7     | 26,6     | 19,6     | 18,2 |
| T. min. media (°C)  | 5,3  | 5,1  | 6,3  | 8,3  | 12,2 | 16,3 | 19,2 | 19,6 | 17,1 | 13,3 | 9,7  | 6,9  | 5,8      | 8,9      | 18,4     | 13,4     | 11,6 |
| Precipitazioni (mm) | 67   | 55   | 47   | 39   | 24   | 9    | 8    | 16   | 38   | 76   | 69   | 70   | 192      | 110      | 33       | 183      | 518  |

## Società

### Evoluzione demografica
Abitanti censiti

Da alcuni decenni, la popolazione di Isnello diminuisce notevolmente a causa dell'emigrazione di giovani che si spostano altrove 
per un posto di lavoro stabile o per Studi Universitari. Circa il 60% della popolazione è ultracinquantenne, vi sono molti anziani, anche ultraottantenni. Il tasso di mortalità è elevato, (circa 30 deceduti), e quello di natalità è bassissimo (10 nati). Quindi un saldo naturale fortemente negativo. 
Oggi la popolazione residente è di circa 1 640 abitanti, ma effettivamente in paese ci sono circa 1000 o 1 100 abitanti.

### Tradizioni e folclore

#### Le Frottole
Cortei che preparano alla Processione; il clero non vi partecipa in abito liturgico. Muovono nel pomeriggio della festa e sono caratterizzate dallo 
sfilare dei vari stendardi e dalla "varicedda" (piccolo fercolo con la statua del Santo). Nelle fermate stabilite vengono cantatati gli inni propri 
della festa al suono della Banda Musicale. I brani, i più antichi risalenti alla seconda metà dell'Ottocento, sono particolare testimonianza della 
tradizione musicale e culturale del piccolo centro madonita. Tra i compositori, infatti, ritroviamo musicisti del luogo, ma anche grandi nomi 
dell'ambiente musicale ottocentesco. La maggior parte dei testi è invece opera di sacerdoti del paese.
La tradizione, seppur mutila delle parti cantate, si è mantenuta viva col passare del tempo grazie soprattutto al fondamentale ruolo, svolto all'interno della comunità, dalla Storica Banda Musicale "Francesco Bajardi", che è stata il testimone principe di questi repertori avendone tramandato la tradizione con le sue esecuzioni e con la conservazione nei propri repertori e negli archivi delle stesse. Da pochi anni, però, grazie all'interesse del 
pianista isnellese maestro Antonio Sottile, docente presso il Conservatorio "V. Bellini" di Palermo, si è operata una nuova strumentazione dei brani 
con un riadattamento dei testi, che finalmente vengono ormai quasi tutti eseguiti dal Coro Anima Gentis fondato e diretto dallo stesso Maestro, 
composto da circa un centinaio di elementi.

#### La Luminaria
Grande falò in Piazza Mazzini la Notte di Natale.

#### 'A Nunna vecchia
Il 31 dicembre, sera del passaggio dal vecchio al nuovo anno, i bambini del paese girano di porta in porta al suono di grossi "campanacci", ricevendo caramelle, dolci tipici chiamati "Corna" e auguri per l'anno nuovo.

#### La Casazza
La Casazza era una rappresentazione sacra della vita di Cristo, dall'Annunciazione alla Crocifissione. Iniziata sin dal 1624, l'ultima volta è stata rappresentata nel 1950. Gruppi
di persone, in costumi orientali, rappresentavano le diverse scene più significative della vita di Gesù.

## Cultura

### Museo "Trame di filo"
Il Museo, istituito nel 2009, raccoglie ed espone i prodotti di un artigianato particolare quale del filet e del ricamo.

### Musica
Particolare risalto nella vita del paese ha avuto da sempre e continua ad avere la musica. La musica sacra ha visto il fiorire, tra il clero, di compositori ed esperti di gregoriano e polifonia, nonché lo sviluppo di una tradizione musicale paesana che risente della cultura e del vissuto della comunità.
Grande risalto a tutto ciò è particolarmente dato, da circa un secolo, dall'espressione dell'attività culturale e sociale della Storica Banda Musicale "Francesco Bajardi" (intitolata all'illustre musicista isnellese di fama internazionale vissuto a cavallo del XIX e XX secolo). Essa ha riscosso grandi riscossi in campo musicale e nel dicembre 2011, in seguito a deliberazione del Consiglio dei Ministri, ha ricevuto il riconoscimento di Gruppo di interesse Nazionale dal Tavolo Nazionale per la Promozione della Musica Popolare e Amatoriale.

### Libri che parlano di Isnello
- Cristoforo Grisanti, Folklore di Isnello, Sellerio, Palermo 1981
- Carmelo Virga, Notizie storiche e topografiche d'Isnello e del suo territorio, Palermo 1878, ried. Sellerio, Palermo 1990
- Carlo Levi, Le parole sono pietre, Torino, 1955; Premio Viareggio
- Damiano Virga Pernice, E sorgerà quell'aurora candida, pubblicato postumo nel 2013
- Damiano Virga Pernice, La Casazza, edizione Renna, Palermo 1950
- Finocchiaro Giampiero, Tornare a Isnello. Carlo Levi e il grande viaggio del sindaco di New York, Edizioni Arianna, Geraci Siculo, 2006
- Tommaso Di Gesaro, Colori nella penombra, edizione Spazio Cultura Editore, 2018

### Video
Canto di Maggio, (2000)

### Film
- Passione a Isnello, cortometraggio b/n, 1950, regia di Ugo Fasano
- Placido Rizzotto (2000) di Pasquale Scimeca, girato in buona parte a Isnello.

### Cucina
Dolci: 'Corna', dolce tipico del periodo natalizio ripieno di fichi secchi, marmellata di zucche e mandorle tostate e ricoperto da una glassa di zucchero.
Piatti a base di erbe selvatiche
'Frittedda', a base di fave novelle, piselli, carciofi e finocchietti selvatici.

## Geografia antropica

### Urbanistica
L'impianto urbanistico è di chiara matrice araba. Vicoli stretti in relazione all'orografia del terreno, che presenta repentini cambi di pendenza. Sviluppatosi 
ai piedi del castello, si è via via espanso sino a costituire i quattro quartieri separati da due assi disposti grosso modo a croce: il corso e la via Carmelo Virga (
già Cuba) e le vie Roma e S. Maria. All'incrocio sorge la piazza principale (già Piano della Sala, ovvero della sede dell'istituzione municipale), in cui sorge la chiesa madre con la sua svettante torre campanaria. Verso est sono sorti i quartieri in epoca ottocentesca.

## Economia
Le maggiori produzioni agricole sono quelle di olive, uva, ortaggi, (fave, piselli), frutta in genere. Abbastanza diffuso è l'allevamento di ovini, bovini e caprini. Artigianato tipico locale è quello del ricamo e del Filèt.

### Turismo
All'interno del territorio comunale, in particolare nelle zone montane, sorgono diverse strutture ricettive legate al turismo invernale per via della neve e degli impianti sciistici di Piano Battaglia.

## Infrastrutture e trasporti

### Strade
Il territorio comunale è attraversato solamente da strade provinciali, che consentono i collegamenti con i comuni limitrofi e con le località montane 
di Piano Zucchi e Piano Battaglia, che sono:
- Bis

## Amministrazione
Di seguito è presentata una tabella relativa alle amministrazioni che si sono succedute in questo comune.
| Periodo          | Periodo          | Primo cittadino     | Partito                              | Carica              | Note  |
| ---------------- | ---------------- | ------------------- | ------------------------------------ | ------------------- | ----- |
| 28 giugno 1988   | 7 giugno 1993    | Giuseppe Mogavero   | Partito Comunista Italiano           | Sindaco             | [ 9 ] |
| 7 giugno 1993    | 1º dicembre 1997 | Giuseppe Carollo    | lista civica                         | Sindaco             | [ 9 ] |
| 1º dicembre 1997 | 28 maggio 2002   | Giuseppe Mogavero   | Partito della Rifondazione Comunista | Sindaco             | [ 9 ] |
| 28 maggio 2002   | 15 maggio 2007   | Giovanni Alcamisi   | Centro Cristiano Democratico         | Sindaco             | [ 9 ] |
| 10 ottobre 2006  | 15 maggio 2007   | Antonino La Mattina | commissario straordinario            | Comm. straordinario | [ 9 ] |
| 15 maggio 2007   | 8 maggio 2012    | Giuseppe Mogavero   | lista civica                         | Sindaco             | [ 9 ] |
| 8 maggio 2012    | 12 giugno 2017   | Giuseppe Mogavero   | lista civica                         | Sindaco             | [ 9 ] |
| 12 giugno 2017   | 13 giugno 2022   | Marcello Catanzaro  | lista civica                         | Sindaco             | [ 9 ] |
| 13 giugno 2022   | In carica        | Marcello Catanzaro  | lista civica - centrosinistra        | Sindaco             | [ 9 ] |